# Sofrônio de Vratsa
Sofrônio de Vratsa (Kotel, 11 de março 1739 – Bucareste, 23 de setembro de 1813) é um clérigo búlgaro, bispo de Vratsa, despertador nacional e primeiro seguidor da obra de Paísio de Hilendar. No início do século 19, ele foi aceito pelos russos na Valáquia e em Bucareste como representante de todo o povo búlgaro. 
Ele é o autor da coleção «Nedelnik» – o primeiro livro impresso em búlgaro moderno. Ele foi canonizado santo pela Igreja Ortodoxa Búlgara em 1964.